# Christoffer Svae
Christoffer Svae (Oslo, 21 de marzo de 1982) es un deportista noruego que compitió en curling.
Participó en tres Juegos Olímpicos de Invierno, obteniendo una medalla de plata en Vancouver 2010, el quinto lugar en Sochi 2014 y el sexto en Pyeongchang 2018.
Ganó seis medallas en el Campeonato Mundial de Curling entre los años 2006 y 2015, y diez medallas en el Campeonato Europeo de Curling entre los años 2007 y 2016.

## Palmarés internacional
| Juegos Olímpicos   | Juegos Olímpicos             | Juegos Olímpicos  | Juegos Olímpicos |
| Año                | Lugar                        | Medalla           | Prueba           |
| ------------------ | ---------------------------- | ----------------- | ---------------- |
| 2010               | Vancouver (Canadá)           | Medalla de plata  | Equipo           |
| Campeonato Mundial |                              |                   |                  |
| Año                | Lugar                        | Medalla           | Prueba           |
| 2006               | Lowell (Estados Unidos)      | Medalla de bronce | Equipo           |
| 2008               | Grand Forks (Estados Unidos) | Medalla de bronce | Equipo           |
| 2009               | Moncton (Canadá)             | Medalla de bronce | Equipo           |
| 2010               | Cortina d'Ampezzo (Italia)   | Medalla de plata  | Equipo           |
| 2014               | Pekín (China)                | Medalla de oro    | Equipo           |
| 2015               | Halifax (Canadá)             | Medalla de plata  | Equipo           |
| Campeonato Europeo |                              |                   |                  |
| Año                | Lugar                        | Medalla           | Prueba           |
| 2007               | Füssen (Alemania)            | Medalla de plata  | Equipo           |
| 2008               | Örnsköldsvik (Suecia)        | Medalla de plata  | Equipo           |
| 2009               | Aberdeen (Reino Unido)       | Medalla de bronce | Equipo           |
| 2010               | Champéry (Suiza)             | Medalla de oro    | Equipo           |
| 2011               | Moscú (Rusia)                | Medalla de oro    | Equipo           |
| 2012               | Karlstad (Suecia)            | Medalla de plata  | Equipo           |
| 2013               | Stavanger (Noruega)          | Medalla de plata  | Equipo           |
| 2014               | Champéry (Suiza)             | Medalla de plata  | Equipo           |
| 2015               | Esbjerg (Dinamarca)          | Medalla de bronce | Equipo           |
| 2016               | Renfrew (Reino Unido)        | Medalla de plata  | Equipo           |